# La Sixième Face du Pentagone
Pour plus de détails, voir Fiche technique et Distribution.

La Sixième Face du Pentagone est un film documentaire français réalisé par Chris Marker et François Reichenbach en 1968.

## Fiche technique
- Réalisation : Chris Marker et François Reichenbach.
- Image : Chris Marker, François Reichenbach, Christian Odasso et Tony Daval.
- Montage : Carlos De Los Llanos.
- Son : Antoine Bonfanti et Harald Maury.
- Texte : Chris Marker, dit par Henri de Turenne.
- Production : Les Films de la Pléïade, SLON (aujourd'hui ISKRA).
- Durée : 27 minutes.

## Description
Tourné en couleurs, le film relate la marche sur le Pentagone organisée en octobre 1967 par la jeunesse américaine en opposition à la guerre du Viêt Nam. Cette marche, qui a réuni 100 000 personnes est la première action directe à faire suite aux protestations des étudiants américains dans les campus. Lors de cette marche, plusieurs tendances de l'opinion publique américaine furent représentées : les étudiants pro-communistes, les étudiants américains apolitiques qui sont contre la guerre, les étudiants pro-nazis et les étudiants pro-guerre.
Plusieurs extraits de ce film sont présents dans le documentaire de Chris Marker sur les événements de mai 1968, intitulé Le fond de l'air est rouge.
Comme l'explique Marker dans le film (par la voix off), de nombreux étudiants américains se sont investis dans la protestation après que des recruteurs de l'armée sont venus dans les campus pour engager de nouvelles recrues pour la guerre du Viêt Nam. Dans ce film, on voit des étudiants américains qui brûlent leur fichier militaire et montrent ainsi leur opposition farouche à l'action américaine au Viêt Nam.
Selon Marker, cette action marquera un changement dans l'attitude des étudiants américains face au conflit Vietnamien et les fera passer "d'une attitude politique au geste politique", l'action des étudiants américains se renforcera à travers plusieurs actions politiques comme : interdire l'accès aux campus des recruteurs de l'armée, aider concrètement les insoumis (ceux qui refusent de s'engager), perturber le fonctionnement des unités de recrutement.
Le film évoque plusieurs figures de contestation qui resteront célèbres : l'attachement des étudiants à Che Guevara (son image est utilisée lors de la manifestation), la photographie de Marc Riboud (prise lors de la marche) montrant une étudiante qui donne une fleur à une rangée de soldats, fusils en avant et qui symbolisera l'action pacifiste des étudiants face à l'armée américaine.

## Autour du film
Un éclaircissement intéressant du réalisateur et historien du cinéma Luc Lagier : « Le document de Marker et Reichenbach est le témoin d'une période exceptionnelle dans l'histoire audiovisuelle de la guerre. Alors que la télévision est devenue depuis les années 1950 (c'est-à-dire après la Seconde Guerre mondiale) le média principal des Américains, le conflit vietnamien sera la seule et unique tentative d'une guerre retransmise et vécue en direct. La télévision représente à cet instant l'instrument utopique permettant de livrer aux téléspectateurs une réalité brute et n'est pas encore utilisée comme un instrument de pouvoir et de contrôle. Encore innocente car sans doute trop sûre d'elle, l'Amérique de Johnson a donc laissé photographes, cinéastes et journalistes filmer la guerre telle qu'elle se déroulait réellement (massacre de villages vietnamiens au napalm, etc.). Les images de la contestation intérieure bénéficièrent du même laxisme, d'une sorte de droit à l'image sans aucun contrôle étatique. C'est pourquoi Marker et Reichenbach peuvent filmer des scènes d'une violence rare sous les fenêtres de la Maison-Blanche. Plus tard, la caméra des deux cinéastes se permettra même d'enregistrer la manifestation sur les toits de la Maison-Blanche. Ces images, décrivant un pays en réelle perdition, ajoutées à toutes les autres, auront pour conséquences de traumatiser tout un pays et de renforcer la contestation, faisant prendre conscience dans le même temps de l'importance de l'image en temps de guerre. »